# Amand de Gascunya
Amand de Gascunya, fou un suposat duc de Gascunya (vers 628-645)
Al morir Genial (vers 627) el vascons es van revoltar. El rei hauria enviat a la zona a un duc o delegat reial de nom Aichinà, que podria ser bé un noble saxó o el fill de l'antic duc d'Aquitània Serè de Tolosa (suposat successor d'Austrobald), per posar fi a la revolta. Vers el 628 Aichinà desapareix (alguns historiadors consideren que hauria mort) i el va succeir Amand, però probablement això no va passar mai. El rei Dagobert I, considerant el perill vascó, va segregar una part d'Aquitània amb capital a Tolosa, i la va entregar al seu germà Caribert II (628-631). Caribert II va ajudar a Amand contra els vascons rebels que foren derrotats en una data no anterior al 629 i no posterior al 631 doncs Caribert va morir a l'abril del 632 i una campanya militar en zona muntanyosa no es podia haver fet durant l'hivern del 631-632.
Caribert s'hauria casat amb Gisela, la neboda del duc Aichinà i filla d'Amand
Caribert va morir el 8 d'abril del 632 el seu fill Khilperic d'Aquitània, un infant de bressol, fou assassinat al cap de poc segurament per instigació de Dagobert I d'Austràsia, però els senyors aquitans i gascons es van rebel·lar i Boggis, germà de Khilderic fou reconegut duc d'Aquitània i Gascunya, junt amb el seu germà Bertran. Amand s'hauria rebel·lat a Gascunya en favor dels seus nets Boggis i Bertran, suposats fills de Gisela (la seva presumpta filla) i de Caribert II. Amand va fer diverses incursions a Aquitània en les que hauria obtingut un ric botí. El 635 el rei va enviar a Gascunya un poderós exèrcit amb totes les milícies del regne de Borgonya i manat per deu ducs (vuit francs, un galoromà, un borgonyó i un saxó), amb el comandament suprem per Chandoí o Chadoí, referendari i general experimentat, i acompanyats de diversos comtes no vinculats a cap dels ducs de l'expedició.
Chandoí va avançar cap a Gascunya i es va dirigir a les fortaleses dels vascons al peu dels Pirineus. Els vascons foren derrotats i es va fer una gran carnisseria; els vascons es van refugiar a les muntanyes, en coves i amagatalls però fins allí foren perseguits pels francs que van seguir amb la matança i van fer també nombrosos presoners; els pobles vascons foren saquejats i cremats. Els vascons van demanar la pau i la clemència i van prometre que els principals caps del país anirien a presentar-se al rei per demanar perdó, es sotmetrien i complirien fidelment les seves ordes. Amb aquestes condicions els ducs van parar l'activitat militar i van aixecar els seus campaments. Mentre a un altre lloc el duc Arimbert, amb altres caps militars, fou derrotat i mort pels vascons a la regió de Zuberoa, però aquesta victòria parcial no va alterar el resultat de la guerra. Es creu que llavors Aighí (identificat per uns com un dels ducs -potser el saxó- per altres com l'antic duc Aichinà, i per altres com el mateix Amand) fou nomenat duc o delegat reial-governador de Gascunya.
D'acord amb aquestes promeses els principals senyors gascons amb el duc al front (Amand/Aighí/Aichinà) es van presentar el 636 davant el rei Dagobert I a Clichy-sur-Seine, on estava la cort; abans de presentar-se davant el rei devien circular rumors que serien executats i els caps vascons es van refugiar a l'església de Saint-Denis, però el rei els va perdonar i va rebre el seu jurament de fidelitat que van fer tant en la seva persona com en la dels seus fills rebent el permís per retornar al seu país.
Devic i Vaisette creuen que Amand va apel·lar a la compassió del rei envers els seus nets (i nebots del mateix rei) Boggis i Bertran, i que fou llavors quan aquestos foren designats no reis, sinó ducs de Tolosa o Aquitània (la part d'Aquitània que havia format el regne de Caribert II, suposat pare de Boggis i Bertran) amb capital a Tolosa i amb drets sobre tots els monestirs del ducat però amb la condició que ferien homenatge a la corona i pagarien al tresor reial un tribut anual. Amand va acceptar les condiciones en nom dels seus suposats nets. En endavant el ducat d'Aquitània o Tolosa va quedar sota dependència del regne de Nèustria i seria el primer exemple d'un protofeu hereditari a la monarquia francesa. Més tard Boggis i Bertran haurien heretat el ducat de Gascunya del seu avi i haurien governat fins al 660.
Amand no obstant no és esmentat amb aquest nom per les fonts contemporànies sinó que apareix a la carta d'Alaon, un document creat al segle xvii per oferir una genealogia al duc Eudes d'Aquitània (715-735) i que al segle xix l'historiador Joseph-François Rabanis va demostrar que era apòcrifa i creada al segle xvii per l'erudit castellà Juan Tamagno Salazar que la va atribuir a Carles el Calb. Fredegari esmenta a Ainand (Ainandus o Aimandus, 637) que doncs seria més probablement Aighí (Aighinus) o Aichinà (Aighinanus, Agnianus, Anianus) que Amand. Aimon és l'únic que l'esmenta com Amandus i encara això serià un error del copista, però en cap cas el fa duc de Gascunya o cap gascó sinó duc franc. Així doncs el personatge d'Amand no hauria existir mai i Aighí o Aichinà (el mateix personatge) hauria estat nomenat duc vers el 627 i hauria perdut el poder vers el 635 quan els vascons es van revoltar per motius nacionals i no per qüestions dinàstiques retornant amb l'exèrcit el 636 i recuperant el poder fins a una data desconeguda.